# Khalil Khorshid
Khalil Khorshid (10 juni 1988) is een Iraans wielrenner die anno 2018 rijdt voor Tabriz Shahrdary Team.

## Carrière
In 2017 won Khorshid de achtste etappe in de Ronde van Singkarak, waardoor hij de leiderstrui overnam van Daniel Whitehouse. In de laatste etappe verdedigde hij zijn leidende positie met succes, waardoor hij zijn landgenoot Amir Kolahdozhagh opvolgde op de erelijst.

## Overwinningen
2017
8e etappe Ronde van Singkarak
Eind- en bergklassement Ronde van Singkarak

## Ploegen
- 2014 –  Tabriz Shahrdari Ranking
- 2015 –  Tabriz Shahrdari Team
- 2016 –  RTS-Monton Racing Team (tot 18-10)
- 2017 –  Tabriz Shahrdary Team (vanaf 3-11)
- 2018 –  Tabriz Shahrdary Team

Alizadeh · Khorshid · Lotfi · Mizbani · B. Najafi · F. Najafi · Pourhashemi · Safarzadeh